# Chotěbuz (Německo)
Chotěbuz (německy Cottbus, dolnolužickosrbsky Chóśebuz, polsky Chociebuż) je město v Německu (v historické Dolní Lužici), ve spolkové zemi Braniborsko, které leží na řece Sprévě přibližně 100 kilometrů jihovýchodně od Berlína. S více než sto tisíci obyvateli je to druhé nejlidnatější město Braniborska po Postupimi. Je dnes kulturním centrem dolnolužických Srbů. Nachází se zde také Srbské muzeum (dolnolužickosrbsky Serbski muzej, něm. Wendisches Museum).

## Poloha a přírodní podmínky
Chotěbuz se nachází na řece Sprévě, na jih od Spreewaldu. Od východu k západu má město délku 15,6 kilometru,
od jihu k severu 19,2 km. Řeka Spréva má ve městě šířku až 36 metrů a protéká jím 23 kilometrů. Z celkové rozlohy města, která činí 164,2 km² je 35,2 km² zalesněno a 3,0 km² jsou vodní plochou.
Nejbližšími velkými městy jsou Drážďany (přibližně 90 km na jihojihozápad), Zelená Hora v Polsku (přibližně 100 km na severovýchodovýchod) a Berlín (přibližně 100 km na severozápad).

## Historie
Ačkoliv Lužičtí Srbové postavili na Sprévě opevnění již v 8. století, poprvé je Chotěbuz písemně zmíněna až v roce 1156. V roce 1462 se stala součástí markrabství Braniborského. V 1701 začala být součástí pruského království. V roce 1732 se v Chotěbuzi nacházeli čeští exulanti-pietisté, kteří zde hledali útočiště. Dne 13.2 1737 je pruský král Fridrich Vilém I. pozval do Berlína, kde pro ně (mimo jiné) byl dne 12. 5. 1737 otevřen český Betlémský kostel.
Od roku 1949 do znovusjednocení Německa roku 1990 byla součástí Německé demokratické republiky.

## Městské části
Chotěbuz se dělí na 19 městských částí. V níže uvedeném seznamu je počet obyvatel jednotlivých částí k 1. červnu 2008. Jednotlivé části Chotěbuze jsou (jméno německy/jméno lužickosrbsky):
- (1) Mitte/Srjejź s 8672 obyvateli

Mapa rozdělení Chotěbuze na městské části

- (2) Neu und Alt Schmellwitz/Chmjelow 14 750 obyvateli
- (3) Sandow/Žandow s 16 316 obyvateli
- (4) Spremberger Vorstadt/Grodkojske pśedměsto s 14 023 obyvateli
- (5) Ströbitz/Strobice s 13 871 obyvateli
- (6) Sielow/Žylow s 3592 obyvateli
- (7) Saspow/Zaspy s 693 obyvateli
- (8) Merzdorf/Žylowk s 1216 obyvateli
- (9) Dissenchen/Dešank s 1184 obyvateli
- (10) Branitz/Rogeńc s 1378 obyvateli
- (11) Madlow/Modłej s 1889 obyvateli
- (12) Sachsendorf/Knorawa s 13 281 obyvateli
- (13) Döbbrick/Depsk s 1824 obyvateli
- (14) Skadow/Škodow s 541 obyvateli
- (15) Willmersdorf/Rogozno s 739 obyvateli
- (16) Kahren/Korjeń s 1311 obyvateli
- (17) Kiekebusch/Kibuš s 1334 obyvateli
- (18) Gallinchen/Gołynk s 2656 obyvateli
- (19) Groß Gaglow/Gogolow s 1456 obyvateli

## Sport
Ve městě působí fotbalový klub FC Energie Cottbus.

## Významní rodáci
- 1886, Reinhold Platz, letecký konstruktér

## Partnerská města
- Montreuil (Seine-Saint-Denis), Francie, od roku 1959
- Grosseto, Itálie, od roku 1967
- Lipeck, Rusko, od roku 1974
- Zelená Hora, Polsko, od roku 1975
- Tărgovište, Bulharsko, od roku 1975
- Košice, Slovensko, od roku 1978
- Saarbrücken, Německo, od roku 1987
- Gelsenkirchen, Německo, od roku 1995
- Nuneaton and Bedworth, Spojené království, od roku 1999

## Zajímavosti
- Kunstmuseum Dieselkraftwerk Cottbus - muzeum umění